# Zöld Ág díj
A Zöld Ág Díjat Tatabánya képviselő-testülete  alapította Tatabánya környezet- és természetvédelmében, a környezeti nevelésben kiemelkedő teljesítményt nyújtók elismerésére. 
Az adományozásra bármely magánszemély vagy szervezet is tehet javaslatot a Polgármesteri Hivatalnak.
A Zöld Ág Díj olyan személynek, vagy szervezetnek adományozható, aki illetve amely a környezetvédelem vagy a környezeti nevelés területén a város érdekében kiemelkedő tevékenységet végzett. 
A díjat a Föld napja (április 22.) vagy a Környezetvédelmi Világnap alkalmából rendezendő városi ünnepségen adják át. Az elismerés díszoklevélből, plakettből és pénzjutalomból áll.

## Díjazottak
- 2021: Horváth Csongor
- 2020: Ördög István
- 2019: Ácsi Gizella
- 2018: Nász János
- 2017: Takács Zsuzsanna
- 2016: Aradi Erzsébet
- 2015: Szoboszlai Antal
- 2014: Tóthné Harcsa Annamária
- 2013: Deákné Csom Andrea
- 2012: Imeli Lászlóné
- 2011: dr. Sopowné Balogh Elvira [1]
- 2010: Kiss Alajosné [2]
- 2009: Rákász Mihály[3]
- 2008: Doktor Imréné Tatabánya Polgármesteri Hivatalának munkatársa
- 2007: Gerecse Barlangkutató és Természetvédő Egyesület, Tatabánya
- 2006: Molnár Lászlóné (az AVE Tatabánya Zrt. vezérigazgatója)